# Fernando María de Castiella Maíz

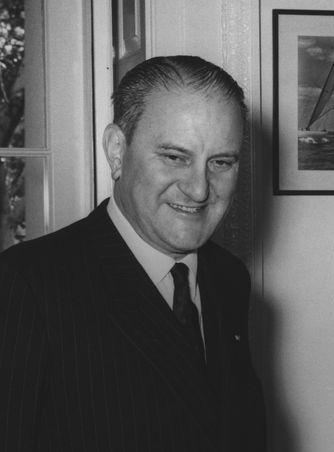
Fernando María Castiella (1963)

Fernando María Castiella y Maíz (* 9. Dezember 1907 in Bilbao; † 25. November 1976 in Madrid) war ein spanischer Rechtswissenschaftler, Schriftsteller, Diplomat und Politiker.
Er stand innerhalb des Regimes der Falange nahe und war in der Zeit des Franquismus von 1951 bis 1957 Botschafter Spaniens beim Heiligen Stuhl und von 1957 bis 1969 spanischer Außenminister. Zuvor hatte er mit der Blauen Division am deutschen Russlandfeldzug teilgenommen. Außerdem war er Professor für Internationales Privatrecht an der Universität Complutense Madrid.

## Ehrungen
- 1958: Großkreuz des Verdienstordens der Bundesrepublik Deutschland